# Ситово (Ямболская область)
Ситово (болг. Ситово) — село в Болгарии. Находится в Ямболской области, входит в общину Болярово. Население составляет 78 человек.

## Политическая ситуация
Кмет (мэр) общины Болярово — Христо Димитров Христов (Болгарская социалистическая партия (БСП)) по результатам выборов в правление общины.